# Plou
Plou es una localidad y municipio español de la provincia de Teruel, comunidad autónoma de Aragón, de la comarca Cuencas Mineras. Tiene un área de 17,21 km² con una población de 47 habitantes (INE 2022) y una densidad de 2,91 hab/km².
Cada año en el mes de agosto se celebran las fiestas en honor a San Roque, patrón del pueblo.

## Demografía
Plou cuenta con una población de 46 habitantes (INE 2024).
| Gráfica de evolución demográfica de Plou entre 1842 y 2021                                                          |
| |
| Población de derecho según los censos de población del INE Población de hecho según los censos de población del INE |

## Administración y política
| Período   | Alcalde                   | Partido |  |
| --------- | ------------------------- | ------- |  |
| 1979-1983 | Miguel Plou Plou          | UCD     |  |
| 1983-1987 | Indalecio Pastor Lou      | PAR     |  |
| 1987-1991 | Miguel Plou Plou          | PAR     |  |
| 1991-1995 | Miguel Plou Plou          | PAR     |  |
| 1995-1999 | Fernando Repollés Rodrigo | PAR     |  |
| 1999-2003 | Fernando Repollés Rodrigo | PAR     |  |
| 2003-2007 | Fernando Repollés Rodrigo | PAR     |  |
| 2007-2011 | Fernando Repollés Rodrigo | PAR     |  |
| 2011-2015 | Fernando Repollés Rodrigo | CCA     |  |
| 2015-2019 | Antonio Plou Rubio        | CCA (a) |  |
| 2019-2023 | Eduardo Aguilar Plou      | Cs      |  |
| 2023-2027 | Pedro Lou Rubio           | PAR     |  |

(a) Compromiso con Aragón (CA), escisión del PAR, en 2018 se integra en Ciudadanos (Cs).
| Partido político    | Partido político                                   | 2003   | 2007   | 2011   | 2015   | 2019   | 2023   |
| Partido político    | Partido político                                   | Ediles | Ediles | Ediles | Ediles | Ediles | Ediles |
|                     | Compromiso con Aragón (CA)                         | —      | —      | 2      | 2      | 2      | —      |
|                     | Partido Aragonés (PAR)                             | 1      | 1      | 1      | 1      | 1      | 2      |
|                     | Partido de los Socialistas de Aragón (PSOE-Aragón) | —      | —      | —      | —      | —      | —      |
|                     | Partido Popular de Aragón (PP)                     | —      | —      | —      | —      | —      | 1      |
| Total de concejales | Total de concejales                                | 1      | 1      | 3      | 3      | 3      | 3      |